# 신시내티 사이클론즈

| 신시내티 사이클론즈 | |
| 콘퍼런스            | 서부 콘퍼런스 |
| 디비전              | 센트럴 디비전 |
| 설립연도            | 1990년 (첫번째 프랜차이즈) 2001년 (두번째 프랜차이즈) |
| 해체연도            | 1992년 (첫번째 프랜차이즈) |
| 역사                | 《첫번째 프랜차이즈》 신시내티 사이클론즈 (1990년~1992년) 버밍햄 불스 (1992년~2001년) 애틀랜틱시티 보드워크 불리즈 (2001년~2005년) 스톡턴 선더 (2005년~2015년) 애디론댁 선더 (2015년~현재) 《두번째 프랜차이즈》 루이빌 리버프록스 (1995년~1998년) 마이애미 마타도르스 (1998년~1999년) 신시내티 사이클론즈 (2001년~현재) |
| 경기장              | 헤리티지 뱅크 센터 |
| 연고지              | 오하이오주 신시내티 |
| 상징색              | 빨강, 검정, 회색, 하양 |
| 구단주              | 네덜란더 엔터테인먼트 |
| 단장                | 크리스틴 로프 |
| 감독                | 맷 맥도날드 |
| NHL 제휴            | 버펄로 세이버스 |
| AHL 제휴            | 로체스터 아메리칸스 |
| 정규시즌 우승       | 1 (2008) |
| 콘퍼런스 우승       | 3 (2008, 2010, 2014) |
| 디비전 우승         | 3 (2008, 2009, 2013) |
| 켈리 컵             | 2 (2008, 2010) |
| 영구 결번           | 7, 13, 14, 21, 22 |

신시내티 사이클론즈(Cincinnati Cyclones)는 미국 오하이오주 신시내티를 연고지로 하는 ECHL의 서부 콘퍼런스 센트럴 디비전 소속 아이스 하키팀이다.
1990년 창단했다가 1999년 연고지는 앨라배마주 버밍햄 (버밍햄 불스)로 이전했다, 2001년 재창단되었다.

## 역대 홈경기장
| 신시내티 사이클론즈 |               |          |                     |                                                              |
| 경기장              | 사용기간      | 수용인원 | 장소                | 비고                                                         |
| 신시내티 가든       | 1990년~1992년 | 8,016명  | 오하이오주 신시내티 | 빈칸                                                         |
| 헤리티지 뱅크 센터  | 2001년~현재   | 14,453명 | 오하이오주 신시내티 | 퍼스타 센터 (2001년~2002년) U.S. 뱅크 아레나 (2002년~2019년) |